# Inflació còsmica
En cosmologia, la inflació còsmica (també coneguda com a univers inflacionari) és un model cosmològic que teoritza que l'Univers, poc després del seu naixement, passà per una fase d'expansió exponencial extremadament ràpida i accelerant (entre 10-36 i 10-33 segons després del big-bang), a causa d'una energia del buit positiva (que ofereix una pressió negativa; vegeu també relativitat general, teoria quàntica de camps). Contràriament al model tradicional proposat per la teoria del big bang, que preveu una expansió convencional descelerant en el temps, l'expansió inflacionista allunya dos objectes a un ritme sempre més ràpid fins a superar la barrera de la velocitat de la llum.
Aquesta expansió es pot introduir en els models amb una constant cosmològica no nul·la. Una conseqüència directa d'aquesta rapidíssima expansió és que tot l'univers observable s'hauria desenvolupat d'una regió causalment connectada, tan petita que la llum era capaç de travessar-la per complet en el curt temps transcorregut entre el naixement de l'Univers i el començament de la fase inflacionista i, per tant, tenia les mateixes característiques, com la temperatura i la densitat.
Les fluctuacions quàntiques microscòpiques en aquesta regió que s'ha "engrandit" per la inflació a dimensió còsmica són així des de l'origen de les petites deshomogeneïtats gravitacionals inestables que creixeran fins a donar lloc a les estructures observables en l'univers (galàxies, les agrupacions de galàxies, etc.).

## Introducció
La teoria fou proposada inicialment per Aleksei Starobinski a la Unió Soviètica i contemporàniament per Alan Guth als Estats Units, tot i que el mecanisme de Guth és diferent al de Starobinski, i requereix una modificació per a permetre una sortida elegant de la inflació. Aquesta modificació l'aportà independentment Andrei Linde, juntament amb Andreas Albrecht i Paul Steinhardt. que li donaren la seva forma moderna.
Encara que el mecanisme responsable detallat de la física de partícules per a la inflació es desconeix, la imatge bàsica proporciona un nombre de prediccions que s'han confirmat per proves observacionals. La inflació és actualment considerada com a part del model cosmològic estàndard de big-bang calent. La partícula elemental o camp hipotètic, que es pensa que és responsable de la inflació, s'anomena inflató.
La inflació suggereix que hi va haver un període d'expansió exponencial en l'univers molt preprimigeni. L'expansió és exponencial perquè la distància entre dos observadors fixos s'incrementa exponencialment, a causa de l'expansió de l'Univers (un espaitemps amb aquesta propietat s'anomena un espai de De Sitter). Les condicions físiques des d'un moment fins al següent són estables: la taxa d'expansió, donada per la constant de Hubble, és gairebé constant, cosa que porta a alts nivells de simetria. La inflació és sovint coneguda com un període d'expansió accelerada perquè la distància entre dos observadors fixos s'incrementa a una taxa accelerant quan es mouen allunyant-se. Això no significa que el paràmetre de Hubble s'estigui incrementant.

## Motivació
La inflació resol diversos problemes en la cosmologia del big-bang que van ser assenyalats en els anys 1970. Aquests problemes venen de l'observació que per semblar-se a com és l'univers avui, l'univers hauria d'haver començat d'unes condicions inicials "especials" o molt posades a punt prop del big-bang.
La inflació resol aquests problemes proporcionant un mecanisme dinàmic que condueix l'univers a aquest estat especial; d'aquesta manera, formant un univers com el nostre, molt més natural en el context de la teoria del big-bang.

### Problema del monopol magnètic
El problema del monopol magnètic (també anomenat problema de les relíquies exòtiques) afirma que l'univers primigeni era molt calent, un gran nombre de monopols magnètics estables molt pesats s'hi produïren. Aquest és un problema de la Teoria de la gran unificació, que proposa que a altes temperatures (com les de l'Univers primigeni) les forces nuclears forta i feble no són forces fonamentals, però sorgeixen a causa de la ruptura espontània de la simetria d'una simple teoria de gauge. Aquestes teories prediuen un nombre de partícules estables pesades que no han estat encara observades en la natura. El més important és el monopol magnètic, un mena de nus pesant estable en el camp magnètic. Se suposa que els monopols s'han produït copiosament en la teoria de la gran unificació a altes temperatures, i haurien d'haver durat fins als nostres dies; per això, s'haurien convertit en constituents primaris de l'Univers. En aquest cas, totes les recerques han estat inútils, posant límits rigorosos a la densitat de les relíquies de monopols magnètics a l'univers.
Un període d'inflació que succeeixi per sota de la temperatura on els monopols magnètics es poden produir oferiria una possible solució al problema: els monopols se separarien a mesura que l'univers s'expandeix, baixant potencialment la seva densitat observada en molts ordres de magnitud. Encara que, com indica Martin Rees:
| «             | Els escèptics en física exòtica no estaran prou impressionats per un argument que expliqui l'absència de partícules que són hipotètiques. Un medicament preventiu pot ser 100% efectiu contra una malaltia que no existeix! | » |
| — Martin Rees | |   |

### Problema de l'horitzó
El problema de l'horitzó és el problema de determinar per què l'univers sembla estadísticament homogeni i isòtrop d'acord amb el principi cosmològic. Les molècules de gas en un pot de gas estan distribuïdes homogèniament i isòtropament perquè estan en equilibri tèrmic: el gas a través del pot ha tingut suficient temps per a interaccionar per dissipar les heterogeneïtats i les anisotropies. La situació és bastant diferent en el model del big-bang sense inflació, perquè l'expansió gravitacional no dona a l'univers primigeni suficient temps per a equilibrar-se. En un big-bang en el qual només hi ha la matèria i la radiació coneguda en el model estàndard, dues regions àmpliament separades de l'Univers observable no poden haver-se equilibrat perquè mai han entrat en contacte causal: en la història de l'Univers, tornant als primers temps, no ha estat possible enviar un senyal de llum entre les dues regions. Com que no hi ha interacció, és difícil explicar per què tenen la mateixa temperatura (estan tèrmicament equilibrades). Això és perquè el radi de Hubble en un univers dominat de matèria o radiació s'expandeix molt més ràpidament que les longituds físiques i aquells punts que estan incomunicats arriben a comunicar-se. Històricament, es proposaren dues solucions, l'univers fènix de Georges Lemaître, el relacionat univers oscil·lant de Richard Tolman, i l'univers mixmaster de Charles Misner. Lemaître i Tolman van proposar que un univers experimentant diversos cicles de contracció i expansió podria arribar a un equilibri tèrmic. Els seus models fallaven, però, per l'acumulació de l'entropia mitjançant diversos cicles. Misner va fer la conjectura que el mecanisme mixmaster, que feia l'univers més caòtic, podria conduir a l'homogeneïtat estadística i a la isotropia, conjectura que es demostrà errònia posteriorment.

### Problema de la planor
Un altre problema és el problema de la planor (que algunes vegades es coneix com una de les coincidències de Dicke, mentre l'altre és el problema de la constant cosmològica). En els anys 1960, es coneixia que la densitat de matèria en l'univers era comparable a la densitat crítica necessària per a un univers pla (és a dir, un univers en què la gran escala geomètrica és la usual geometria euclidiana, en comptes d'una geometria no euclidiana hiperbòlica o esfèrica. Per tant, en la forma de l'Univers, la contribució de la curvatura espacial a l'expansió de l'Univers no podria ser molt més gran que la contribució de la matèria. Però segons s'expandeix l'univers, la curvatura del desplaçament cap al vermell és més lenta que la matèria i la radiació. Extrapolant en el passat, es presenta un problema de posada a punt perquè la contribució de la curvatura a l'univers hauria de ser exponencialment petita (setze ordres de magnitud menys que la densitat de radiació en la nucleosíntesi del big-bang, per exemple). Aquest problema està exacerbat per les recents observacions de la radiació de fons de microones que han demostrat que l'univers és pla fins a la precisió d'un percentatge petit.

## Història

### Precursors
En els primers moment de la relativitat general, Albert Einstein introduí la constant cosmològica per permetre una solució estàtica que era una esfera tridimensional amb una densitat de matèria uniforme. Un mica després, Willem de Sitter trobà un univers inflacionista altament simètric, que descrivia un univers amb una constant cosmològica que seria, d'altra banda, buida. Es descobrí que la solució d'Einstein és inestable, i si hi ha petites fluctuacions, es transforma de mica en mica en la de De Sitter.
Als anys 70, Zeldovich s'adonà del problema de la planor i de l'horitzó de la cosmologia del big-bang; abans del seu treball, es pensava que la cosmologia havia de ser simètrica en terrenys purament filosòfics. Aquestes i altres consideracions portaren Belinski i Khalatnikov, de la Unió soviètica, a analitzar la caòtica singularitat BKL de la relativitat general. L'univers mixmaster de Misner intentava utilitzar aquest comportament caòtic per a solucionar els problemes cosmològics, amb un èxit limitat.
Al final dels anys 70, Sidney Coleman aplicà les tècniques de l'instantó desenvolupades per Alexander Polyakov i els seus col·laboradors per estudiar el destí del fals buit en la teoria quàntica de camps. Com una fase metaestable en la mecànica estàtica –aigua per sota de la temperatura de congelació o per sobre del punt d'ebullició–, un quant de camp necessitaria per a nuclear-se una bombolla prou gran d'un nou buit, la nova fase, per a fer la transició. Coleman trobà més probable la via de desintegració per al buit i calculà la vida inversa per unitat de volum. De mica en mica, assenyalà que els efectes gravitacionals serien significatius, però no els calculà i no aplicà el resultat a la cosmologia.
A l'antiga Unió Soviètica, Starobinski assenyalà que les correccions quàntiques a la relativitat general serien importants en l'univers primigeni, que conduirien genèricament a correccions de curvatura quadrada a l'acció Einstein-Hilbert. La solució a les equacions d'Einstein en la presència de termes de curvatura quadrada, quan la curvatura és gran, pot conduir a una constant cosmològica efectiva; per tant, ell proposà que l'univers primigeni travessà una fase de Sitter, una era inflacionària. Això resolia el problema de la cosmologia, i conduïa a prediccions específiques per a les correccions de la radiació de fons de microones, càlculs que es realitzaren detalladament poc després.
El 1978, Zeldovich assenyalà el problema del monopol, que era una versió quantitativa ambigua del problema de l'horitzó, aquesta vegada en un subcamp de partícules físiques, que conduí a diferents intents especulatius per resoldre'l. El 1980, Alan Guth s'adonà que la desintegració del fals buit en l'univers primigeni resoldria el problema, i el conduí a proposar la inflació escalar impulsada. Els escenaris de Starobinski i Guth predeien una fase inicial de Sitter, i només en diferien en els detalls dels mecanismes.

### Primers models inflacionistes
La inflació va ser proposada el 1981 per Alan Guth com un mecanisme per resoldre aquests problemes. Hi va haver diversos precursors, el més important el treball de Willem de Sitter, que va demostrar l'existència d'un altament simètric univers inflacionista, anomenat espai de Sitter. De Sitter, però, no ho va aplicar a cap problema cosmològic que interessés Guth. Aleksei Starobinski, contemporani de Gurth, va argumentar que les correccions quàntiques de la gravetat reemplaçarien la singularitat inicial de l'Univers amb un estat d'expansió exponencial. A l'octubre de 1980, Demosthenes Kazana va anticipar part del treball de Guth suggerint que l'expansió exponencial podia eliminar l'horitzó de partícules i potser resoldre el problema de l'horitzó, i Sato va suggerir que una expansió exponencial podria eliminar les parets de domini (un altre tipus de relíquia exòtica). El 1981, Einhorn i Sato van publicar un model similar al de Guth i van mostrar que podria resoldre el problema de l'abundància de monopol magnètic en la teoria de la gran unificació. Com Guth, van concloure que, amb un model així, només li caldria petits ajustos a la constant cosmològica, però que també probablement conduiria a un univers massa granular.
Guth va proposar que, mentre es refredava, l'univers primerenc va ser atrapat en un fals buit amb una densitat d'energia alta, que s'assemblaria a una constant cosmològica. Segons l'univers primigeni es refredava, es va veure atrapat en un estat metaestable (estava superefredat), que podia només decaure durant el procés de nucleació de pompes via l'efecte de túnel quàntic. Les bombolles del buit veritable es formen espontàniament en el mar de fals buit i ràpidament comença a expandir-se a la velocitat de la llum. Guth va reconèixer que aquest model era problemàtic perquè el model no es reescalfaria apropiadament quan les bombolles nuclears no generaven cap radiació. La radiació només podia ser generada en col·lisions entre murs de bombolles. Però si la inflació va durar prou com per a solucionar els problemes de les condicions inicials, les col·lisions entre les bombolles van arribar a ser excessivament rares. (Fins i tot, encara que les bombolles s'expandeixin a la velocitat de la llum, les bombolles estan lluny que l'expansió de l'espai estigui causant que la distància entre aquestes s'expandeixi molt més de pressa.)

### Inflació de rotació lenta
Aquest problema va ser resolt per Andrei Linde i independentment per Andreas Albrecht i Paul Steinhardt, en un model anomenat nova inflació o inflació de rotació lenta (el model de Guth es va conèixer a partir de llavors com a inflació antiga). En aquest model, en comptes de fer un túnel des d'un estat de fals buit, la inflació va passar per un camp escalar rotant cap avall d'una muntanya d'energia potencial. Quan el camp es trenca molt lentament comparat amb l'expansió de l'Univers, ocorre la inflació. No obstant això, quan la muntanya es torna més escarpada, la inflació acaba i es pot donar el reescalfament.

### Efectes d'asimetries
Eventualment, es va mostrar que la nova inflació no produeix un univers perfectament simètric, sinó que es generen febles fluctuacions quàntiques en l'inflató. Aquestes febles fluctuacions van formar les llavors primigènies per a totes les estructures creades en l'univers posterior. Aquestes fluctuacions van ser per primera vegada calculades per Viatcheslav Mukhanov i G. V. Chibisov a la Unió Soviètica, analitzant el model similar de Starobinski. En el context de la inflació, van obtenir els resultats independentment del treball de Mukhanov i Chibisov al Nuffield Workshop de 1982 sobre l'univers primigeni a la Universitat de Cambridge. Les fluctuacions van ser calculades per quatre grups treballant per separat en el transcurs del treball: Stephen Hawking, Starobinski, Guth i So-Young Pi i James M. Bardeen, Paul Steinhardt i Michael Turner.

## Estat de les observacions
La inflació és un mecanisme concret per a comprendre el principi cosmològic que és la base del nostre model de cosmologia física: és responsable de l'homogeneïtat i la isotropia de l'Univers observable. A més, té en compte la planor observada i l'absència de monopols magnètics. Com el treball primerenc de Guth, cadascuna d'aquestes observacions ha rebut confirmacions posteriors, algunes impressionants pels detalls de les observacions de la radiació de fons de microones fetes pel satèl·lit WMAP. Aquesta anàlisi mostra que l'univers és pla fins a una precisió d'un petit percentatge i és homogeni i isòtrop una part en 10.000.
A més, la inflació prediu que les estructures visibles a l'univers actual es van formar pel col·lapse gravitatori de pertorbacions que es van generar com fluctuacions mecàniques quàntiques en l'època inflacionària. La forma detallada de l'espectre de pertorbacions anomenat camp aleatori gaussià gairebé invariant (o espectre Harrison-Zel'dovich) és molt específic i té només dos paràmetres lliures, l'amplitud de l'espectre i l'índex espectral, que mesura les lleugeres desviacions de la invariància d'escala predita per la inflació (l'escala amb invariància perfecta es correspon amb l'univers idealitzat de Sitter). La inflació prediu que les pertorbacions observades haurien d'estar en equilibri tèrmic les unes amb les altres (aquestes s'anomenen pertorbacions adiabàtiques o isentròpiques). Aquesta estructura de pertorbacions ha estat confirmada pel satèl·lit WMAP i altres experiments del fons de radiació de microones, i el mesurament de galàxies, especialment l'actual Sloan Digital Sky Survey. Aquests experiments han demostrat que una part entre 10.000 de les heterogeneïtats observades tenen exactament la forma predita per la teoria. A més, ha estat mesurada la lleugera desviació de la invariància d'escala. L'índex espectral, ns, és igual a un per un espectre d'escala invariant. Els models més simples de la inflació prediuen que aquesta quantitat està entre 0,92 i 0,98. El satèl·lit WMAP ha mesurat ns=0.95 i demostra que és diferent d'un a dos nivells de la desviació estàndard (2σ). Això es considera una confirmació important de la teoria de la inflació.
S'han proposat diverses teories de la inflació que fan prediccions radicalment diferents, però que generalment tenen molt més ajust fi del necessari. Com a model físic, però, la inflació és més consistent en predir robustament les condicions inicials de l'Univers basant-se en només dos paràmetres ajustables: l'índex espectral (que només pot canviar en un petit rang) i l'amplitud de les pertorbacions. Excepte en models artificials, això és veritat sense tenir en compte com es realitza la inflació en la física de partícules.
Ocasionalment, els efectes que s'observen semblen contradir els models més simples d'inflació. Aquest primer any de dades de WMAP suggereix que l'espectre no té per què ser gairebé invariant, sinó que pot tenir una lleugera curvatura. No obstant això, el tercer any de dades va revelar que l'efecte era una anomalia estadística. Un altre efecte que ha estat remarcat des del primer satèl·lit sobre la radiació de fons de microones, el Cosmic Background Explorer (COBE): l'amplitud del moment del quadrupol del fons de radiació de microones és inesperadament baixa i els altres multipols baixos semblen estar preferentment alineats amb el plànol eclíptic. S'ha dit que aquesta és una signatura no gaussiana i contradiu els models més simples de la inflació. D'altres suggereixen que l'efecte es pot deure a altres efectes físics nous, a contaminació de fons o fins i tot a la desviació de publicació.
Un programa experimental està en procés de proves més profundes sobre la inflació amb mesures més precises del fons de radiació de microones. En particular, les mesures d'alta precisió de les anomenades maneres B de la polarització de la radiació de fons de microones farien evident la radiació gravitatòria produïda per la inflació i es demostraria si l'escala d'energia d'inflació predita pels models més simples (1015 -10 ¹⁶ eV) és correcta. Aquestes mesures, s'esperava que fossin realitzades pel Planck Surveyor, encara que no és clar que el senyal sigui visible o si la contaminació de les fonts de fons interferiran amb aquestes mesures. Altres mesures futures, com les de la radiació de 21 centímetres (radiació emesa i absorbida de l'hidrogen neutre anterior al fet que les primeres estrelles s'encenguessin), pot mesurar l'espectre de potència amb fins i tot una resolució més gran que el fons de radiació de microones i els mesuraments de galàxies, encara que no es coneix si aquestes mesures seran possibles o si la interferència amb les fonts de radiació a la Terra i en la galàxia seran massa grans.
L'energia fosca és força similar a la inflació i es pensa que és la causant de l'acceleració de l'expansió de l'Univers actual. No obstant això, l'escala d'energia de l'energia fosca és molt inferior, 10 -12  eV, uns 27 ordres de magnitud menys que l'escala de la inflació.

## Estat de la teoria
En les primeres propostes de Guth, es va pensar que l'inflató era el camp de Higgs, el camp que explica la massa de les partícules elementals. Ara es coneix que l'inflató no pot ser el camp de Higgs. Altres models d'inflació confien en les propietats de les teories de la gran unificació. Com els models de la teoria de la gran unificació més simples han fallat, molts físics pensen que la inflació estarà inclosa en una teoria supersimètrica com la teoria de cordes o una teoria de la gran unificació supersimètrica. Un suggeriment que promet és la inflació brana. Fins ara, però, la inflació s'entén principalment per les seves prediccions detallades de les condicions inicials per a l'univers primigeni calent, i la física de partícules està bàsicament modelada ad hoc. Com a tal, malgrat les estrictes proves observacionals que la inflació ha passat, hi ha moltes preguntes obertes sobre la teoria.

### Problema de l'ajust fi
Un dels desafiaments més grans per a la inflació sorgeix de la necessitat d'un ajust fi en les teories inflacionistes. En la nova inflació, les condicions de rotació lenta s'haurien de donar perquè ocorri la inflació. Les condicions de rotació lenta diuen que el potencial ha de ser uniforme (comparat amb la gran energia del buit) i que les partícules d'inflató han de tenir una massa petita. Perquè la nova teoria de la inflació de Linde, Albrecht i Steinhardt sigui possible, per tant, sembla que l'univers té un camp escalar amb un potencial especialment pla i unes condicions inicials especials.

### La inflació caòtica
Andrei Linde va proposar una teoria coneguda com a inflació caòtica en la qual va suggerir que les condicions per a la inflació estan realment satisfetes genèricament i la inflació succeirà en qualsevol univers que virtualment comenci en un estat d'energia caòtic i tingui un camp escalar amb energia potencial no acotada. No obstant això, en el seu model, el camp inflató necessàriament pren valors majors d'una unitat de Planck: per aquesta raó, sovint es diuen models de camps grans i els nous models d'inflació es diuen models de camps petits. En aquesta situació, les prediccions de la teoria efectiva de camps, es pensa que no són vàlides i la renormalització hauria de causar grans correccions que en previndrien la inflació. Aquest problema no ha estat encara resolt i alguns cosmòlegs discuteixen que els models de camp petit, en què la inflació pot ocórrer a escales d'energia molt menors, són millors models d'inflació. Mentre que la inflació depèn de la teoria de camps quàntica (i l'aproximació semiclàssica a la gravetat quàntica) de manera important, no ha estat completament reconciliada amb aquestes teories.
Robert Brandenberger ha comentat sobre l'ajust fi en una altra situació. L'amplitud de les heterogeneïtats primigènies produïdes per la inflació està directament relacionada amb l'escala d'energia d'inflació. Hi ha fortes suposicions que aquesta escala és d'uns 10 16  eV o 10 -3  vegades l'energia de Planck. L'escala natural és ingènuament com l'escala de Planck, de tal manera que aquest petit valor es podria veure com una altra forma d'ajust fi (anomenat problema de la jerarquia): la densitat d'energia donada pel potencial escalar està per sota de 10 -12  comparada amb la densitat de Planck. Això no és normalment considerat com un problema crític, però, perquè l'escala de la inflació es correspon naturalment amb l'escala de la unificació de gauge.

### La inflació eterna
La inflació còsmica sembla eterna de la forma en què està teoritzada. Tot i que la nova inflació és clàssicament la rotació descendent del potencial, les fluctuacions quàntiques poden de vegades fer que torni a nivells anteriors. Aquestes regions en què l'inflató fluctua ascendentment s'expandeix molt més ràpid que les regions en què l'inflató té una energia potencial menor i tendeix a dominar en termes de volum físic. Aquest estat estacionari va ser desenvolupat per primera vegada per Vilenkin, es diu inflació eterna. S'ha demostrat que qualsevol teoria inflacionària amb un potencial no acotat és eterna. És una creença popular entre els físics que l'estat estacionari no pot continuar per sempre en el passat. L'espaitemps inflacionari, que és similar a l'espai de Sitter, està incomplet sense una regió de contracció. No obstant això, malgrat l'espai de Sitter, les fluctuacions en un espai inflacionari contraent es col·lapsaran per formar una singularitat gravitatòria, un punt on les densitats arriben a ser infinites. Per tant, és necessari tenir una teoria per a les condicions inicials de l'Univers. Aquesta interpretació va ser discutida per Linde.